# Coppa Libertadores 2015 (calcio a 5 femminile)
La Coppa Libertadores femminile 2015 è la 3ª edizione del torneo continentale riservato ai club di calcio a 5 femminili vincitori nella precedente stagione del massimo campionato delle federazioni affiliate alla CONMEBOL. La competizione si è giocata dal 7 al 13 settembre 2015.

## Squadre partecipanti
Tutte le nazioni che partecipano schierano una o due squadre, per un totale di 8 squadre.

### Lista
I club sono stati ordinati in ordine alfabetico della federazione.

| Rank | Squadra                 |
| ---- | ----------------------- |
| 1    | Kimberley               |
| 2    | San Lorenzo             |
| 3    | Barateiro               |
| 4    | Everton                 |
| 5/H  | Santiago Morning        |
| 6    | Colonial                |
| 7    | Municipalidad San Borja |
| 8    | Río Negro City          |

Note
- (TH) Squadra campione in carica
- (H) – Squadra ospitante

### Formula
Le 8 squadre si affrontano in due gironi da quattro, sorteggiati il 21 agosto. Le prime due di ogni girone accedono alla fase finale ad eliminazione diretta, le terze e le quarte invece accedono al tabellone per i piazzamenti dal 5º all'8º posto.

## Fase a gironi

### Gruppo A
| Squadra                 | P.ti | G | V | N | P | GF | GS | DR  |
| ----------------------- | ---- | - | - | - | - | -- | -- | --- |
| Santiago Morning        | 9    | 3 | 3 | 0 | 0 | 15 | 6  | +9  |
| Kimberley               | 6    | 3 | 2 | 0 | 1 | 17 | 5  | +12 |
| Colonial                | 3    | 3 | 1 | 0 | 2 | 9  | 18 | -9  |
| Municipalidad San Borja | 0    | 3 | 0 | 0 | 3 | 4  | 16 | -12 |

### Gruppo B
| Squadra        | P.ti | G | V | N | P | GF | GS | DR  |
| -------------- | ---- | - | - | - | - | -- | -- | --- |
| Barateiro      | 9    | 3 | 3 | 0 | 0 | 34 | 3  | +31 |
| San Lorenzo    | 6    | 3 | 2 | 0 | 1 | 15 | 5  | +10 |
| Río Negro City | 3    | 3 | 1 | 0 | 2 | 16 | 15 | +1  |
| Everton        | 0    | 3 | 0 | 0 | 3 | 2  | 44 | -42 |

## Fase ad eliminazione diretta

### Tabellone
|  | Semifinali             | Semifinali             | Semifinali |           |                  | Finale           | Finale          | Finale          |  |
|  |                        |                        |            |           |                  |                  |                 |                 |  |
|  | Santiago Morning (dts) | Santiago Morning (dts) | 3          |           |                  |                  |                 |                 |  |
|  | Santiago Morning (dts) | Santiago Morning (dts) | 3          |           |                  |                  |                 |                 |  |
|  | San Lorenzo            | San Lorenzo            | 1          |           |                  |                  |                 |                 |  |
|  | San Lorenzo            | San Lorenzo            | 1          |           | Santiago Morning | Santiago Morning | 0               |                 |  |
|  |                        |                        |            |           | Santiago Morning | Santiago Morning | 0               |                 |  |
|  |                        |                        | Barateiro  | Barateiro | 11               |                  |                 |                 |  |
|  | Barateiro              | Barateiro              | Barateiro  | Barateiro | 11               | 6                |                 |                 |  |
|  | Barateiro              | Barateiro              |            |           |                  | 6                |                 |                 |  |
|  | Kimberley              | Kimberley              | 1          |           |                  | Finale 3º posto  | Finale 3º posto | Finale 3º posto |  |
|  | Kimberley              | Kimberley              | 1          |           |                  |                  |                 |                 |  |
|  |                        |                        |            |           |                  |                  |                 |                 |  |
|  |                        |                        |            |           |                  | San Lorenzo      | San Lorenzo     | 1               |  |
|  |                        |                        |            |           |                  | San Lorenzo      | San Lorenzo     | 1               |  |
|  |                        |                        |            |           |                  | Kimberley        | Kimberley       | 0               |  |

### Tabellone 5º-8º posto
|  | Semifinali              | Semifinali              | Semifinali     |                |          | Finale 5º posto         | Finale 5º posto         | Finale 5º posto |  |
|  |                         |                         |                |                |          |                         |                         |                 |  |
|  | Colonial                | Colonial                | 4              |                |          |                         |                         |                 |  |
|  | Colonial                | Colonial                | 4              |                |          |                         |                         |                 |  |
|  | Everton                 | Everton                 | 2              |                |          |                         |                         |                 |  |
|  | Everton                 | Everton                 | 2              |                | Colonial | Colonial                | 5                       |                 |  |
|  |                         |                         |                |                | Colonial | Colonial                | 5                       |                 |  |
|  |                         |                         | Río Negro City | Río Negro City | 9        |                         |                         |                 |  |
|  | Río Negro City          | Río Negro City          | Río Negro City | Río Negro City | 9        | 6                       |                         |                 |  |
|  | Río Negro City          | Río Negro City          |                |                |          | 6                       |                         |                 |  |
|  | Municipalidad San Borja | Municipalidad San Borja | 3              |                |          | Finale 7º posto         | Finale 7º posto         | Finale 7º posto |  |
|  | Municipalidad San Borja | Municipalidad San Borja | 3              |                |          |                         |                         |                 |  |
|  |                         |                         |                |                |          |                         |                         |                 |  |
|  |                         |                         |                |                |          | Everton                 | Everton                 | 0               |  |
|  |                         |                         |                |                |          | Everton                 | Everton                 | 0               |  |
|  |                         |                         |                |                |          | Municipalidad San Borja | Municipalidad San Borja | 8               |  |